# جيف بوكلي
جيف بوكلي (بالإنجليزية: Jeff Buckley)‏ مغنٍ أمريكي (17 نوفمبر 1966ـ29 مايو 1997). كان مغنياً وعازف غيتار.
كان أبوه تيم بوكلي Tim Buckley مغنيا ناجحا في السبعينات من القرن العشرين في أغاني الفولك. مات الأب بسبب جرعة مخدرات زائدة ليعيش الابن مع أمه.
تتميز أغاني جيف بوكلي بالحزن والكآبة. ورغم أنه كان ينكر أي أثر لموسيقى الأب عليه إلا أن الكثير من النقاد يرون تشابها في الأسلوبين. أصدر ألبومات قليلة ولكنها لاقت نجاحا لا بأس به. من أشهر أغانيه 'هللويا الشكر لله' و'الوداع الأخير' اللتان ضمهما ألبومه GRACE . مات غرقاً إثر رهان مع صديق له أنه يستطيع السباحة بملابسه.
ألبوماته
- 1993: يعيش في الخطيئة
- 1994: Grace
- 1995: Peyote مسرح الاٍداعة EP
- 1998: Sketches for My Sweetheart the Drunk
- 2000: Mystery White Boy
- 2001: Live at L'Olympia
- 2003: Live At Sin-é Legacy Edition DoCD plus DVD
- 2004: Live In Chicago Video/DVD
- 2004: Grace Legacy Edition DoCD plus DVD
- 2007: So Real Songs From Jeff Buckley Best Of
- 2009: Grace Around The World CD & DVD Package

## روابط خارجية
- جيف بوكلي على موقع IMDb (الإنجليزية)
- جيف بوكلي على موقع ميوزك برينز (الإنجليزية)
- جيف بوكلي على موقع رولينغ ستون (الإنجليزية)
- جيف بوكلي على موقع إن إن دي بي (الإنجليزية)
- جيف بوكلي على موقع أول ميوزيك (الإنجليزية)
- جيف بوكلي على موقع ديسكوغز (الإنجليزية)
- جيف بوكلي على موقع قاعدة بيانات الفيلم (الإنجليزية)